# Mamie Dan
Mamie Dan (titre original : Granny Dan) est un roman écrit par Danielle Steel, paru aux États-Unis en 1999 puis en France en 2001.

## Synopsis
Mamie Dan est née en 1895 en Russie. Au cours de sa longue vie, elle a été danseuse étoile du renommé ballet de Saint-Pétersbourg. Sa renommée artistique lui a permis de fréquenter la famille du tsar jusqu'en 1917, lorsque la révolution a éclaté et a scellé le destin de cette vieille dame que l’on enterre au Vermont.